# Sofie Amalie Klougart
Sofie Amalie Klougart (født 1987) er fotograf og billedkunstner. 
Klougart blev født i 1987 og opvoksede på Mols.
Hun er uddannet fotojournalist fra Danmarks Medie- og Journalisthøjskole i 2013 og arbejder som freelance fotograf og billedkunstner.
Hun har blandt andre leveret fotografier til Dagbladet Information og The New York Times.
Hun er derudover tilknyttet Grundtvigs Højskole som underviser i fotografi.
Mens Klougart stadig var under uddannelse vandt hun en pris i konkurrencen Årets Pressefoto med en fotoserie fra Dansk Folkepartis sommergruppemøde.
Hun vandt igen i 2012 i Åben Klasse med en fotoserie fra danske swingerklubber.
Hun var desuden nomineret i 2014 i kategorien Reportage Danmark og igen i 2015 i kategorien Reportage Udland.
Klougart har udstillet på Museet for Samtidskunst, i kunsthallen Fotografisk Center og på de censurerede udstillinger Kunstnernes Efterårsudstilling  i Den Frie Udstillingsbygning, og på Forårsudstillingen 2018 i Kunsthal Charlottenborg 